# Piers Copeland
Piers Copeland (26 de noviembre de 1998) es un deportista de Reino Unido que compite en atletismo. Ganó una medalla de plata en el Campeonato Europeo de Atletismo Sub-23 de 2019, en la prueba de 1500 m.